# Ferdinand Kranenburg
Ferdinand Kranenburg (Groningen, 10 maart 1870 - Amsterdam, 12 september 1949) was een Nederlands jurist.
Kranenburg was een zoon van tabaksfabrikant Ipoje Kranenburg en diens echtgenote Elsiabeth de Witt; zijn jongere broer Roelof Kranenburg was hoogleraar staatsrecht en voorzitter van de Eerste Kamer. Hij studeerde rechten aan de Rijksuniversiteit Groningen van 1888 tot 1895. Hij promoveerde daar op 14 mei 1895 op Eenige opmerkingen over het begrip publieke orde. Na zijn promotie werd hij advocaat te Amsterdam en in 1911 kantonrechter aldaar.
Op 10 december 1927 werd Kranenburg aanbevolen voor benoeming tot raadsheer in de Hoge Raad der Nederlanden als opvolger van Otto Sipkes, die na slechts enkele maanden als raadsheer om gezondheidsredenen ontslag nam. De Tweede Kamer nam de aanbeveling ongewijzigd over en de benoeming volgde op 15 december. Op 1 april 1940 werd Kranenburg ontslag verleend wegens het bereiken van de 70-jarige leeftijd; hij werd opgevolgd door Pieter Losecaat Vermeer, de laatste benoeming vóór het uitbreken van de Tweede Wereldoorlog.
Kranenburg was getrouwd met Eleanor Gertrude Howell. Hij overleed in 1949 op 79-jarige leeftijd.